# Natalia Gončarovová Puškinová
Natalia Nikolajevna Gončarovová (rusky Наталья Николаевна Гончарова; 27. srpnajul./ 8. září 1812greg. – 26. listopadujul./ 8. prosince 1863greg. Petrohrad), provdaná Puškinová (Пушкина), později Lanská (Ланская), byla ruská šlechtična a manželka ruského básníka Alexandra Sergejeviče Puškina. Sedm let po jeho smrti v souboji s francouzským důstojníkem Georgem d’Anthèsem se znovu provdala za generála Pjotra Petroviče Lanského. Její role v Puškinově životě a události, které vedly k jeho poslednímu souboji, jsou i po mnoha  letech předmětem debat.

## Mládí
Natalia Gončarovová se narodila do významné šlechtické rodiny a vyrůstala v prostředí ruské aristokracie. Její otec Nikolaj Afanasjevič Gončarov pocházel z rodiny obchodníků a průmyslníků, kteří získali šlechtický titul v době císařovny Alžběty Petrovny. Matka Natalia Ivanovna, rozená Zagrjažskaja, byla prapravnučkou ukrajinského hejtmana Petra Dorošenka z jeho posledního manželství. Natalia se narodila ve vesnici Karian v rodovém panství Zagrjažských, kam se Gončarovové přestěhovali během obsazení Moskvy Napoleonovými vojsky v roce 1812. Byla pátým dítětem ze sedmi Gončarovových dětí. V roce 1815 se rodiče přestěhovali do Moskvy a svou nejmladší dceru nechali následující tři roky v péči jejího dědečka. Otec trpěl duševní nemocí a v roce 1815 byl prohlášen za nesvéprávného a hlavou rodiny se stala Nataliina matka.
Natalia strávila své dětství a mládí v Moskvě a na statcích Jaropolec (moskevská provincie ) a Polotňanyj Zavod (provincie Kaluga). Natalia a její sestry Jekatěrina a Alexandra získaly doma dobré vzdělání. Děti se učily ruský jazyk a literaturu, světové dějiny, zeměpis, francouzštinu, němčinu a angličtinu. Natalia byla od útlého věku velmi krásná a měla mnoho obdivovatelů.

## Manželství s Puškinem (1831-1837)
Počátkem roku 1829 se na plese potkala s tehdy třicetiletým Puškinem, který se do ní zamiloval a chtěl se s ní oženit. Nataliina matka zprvu se sňatkem nesouhlasila, protože se jí Natalia zdála na svatbu příliš mladá. Po mnoha váháních nakonec Natalia v dubnu 1830 přijala Puškinovu nabídku k sňatku, ale až poté, co se ujistila, že carská vláda nehodlá svobodomyslného básníka pronásledovat. Zasnoubili se 6. května 1830, ale kvůli epidemii cholery odložili svatbu na další rok. Svatební obřad se uskutečnil 18. února 1831 v Moskvě. Po svatbě se přestěhovali do Carského Sela, sídla carů, a později do Petrohradu.

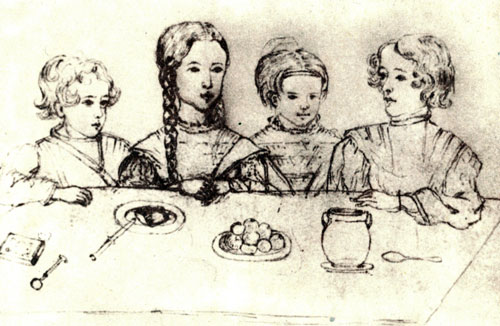
Děti Alexandra Puškina, kresba od N. I. Friesenhofa, 1839

Během šesti let manželství se Natalii Puškinové narodily čtyři děti: Maria (* 1832, předpokládaný předobraz Anny Kareniny), Alexandr (* 1833), Grigorij (* 1835) a Natalia (* 1836), která se provdala do královského rodu Nassau-Weilburg za Nikolause Wilhelma Nassauského a stala se hraběnkou z Merenbergu. Protože rodina žila delší dobu na venkově, zatímco Puškin trávil většinu času v hlavním městě, probíhala mezi manželi rozsáhlá korespondence. Zachovalo se sedmdesát osm Puškinových dopisů Natalii, často jsou psány lehkým žertovným tónem, ale žádný z nich nelze nazvat milostným. Předpokládá se, že básník jí věnoval několik básní, včetně „Madony“ (1830). Nataiina korespondence s Puškinem se ztratila s výjimkou jednoho dopisu, který napsala společně se svou matkou Natalií Ivanovnou.
Postupem času se rodina Puškinových dostala do finančních potíží. Natalia pocházela ze zámožné rodiny, byla zvyklá na luxus a neuměla se uskromnit. Byla proslulá svou krásou a vytříbenými způsoby a všude, kam přišla, poutala pozornost. Přestože během šesti let manželství přivedla na svět čtyři děti a jednou potratila, na kráse jí to nijak neubralo. Muži jí skládali obdivné poklony, zatímco ženy ji často pomlouvaly ze závisti. Natalii mužská pozornost lichotila. Puškin to velmi špatně snášel a začal být chorobně žárlivý a neustále svou ženu kontroloval. Sám přitom nebyl v manželství věrný, během jejich soužití se dvořil jiným ženám a měl dokonce vztah s oběma Nataliinými sestrami.

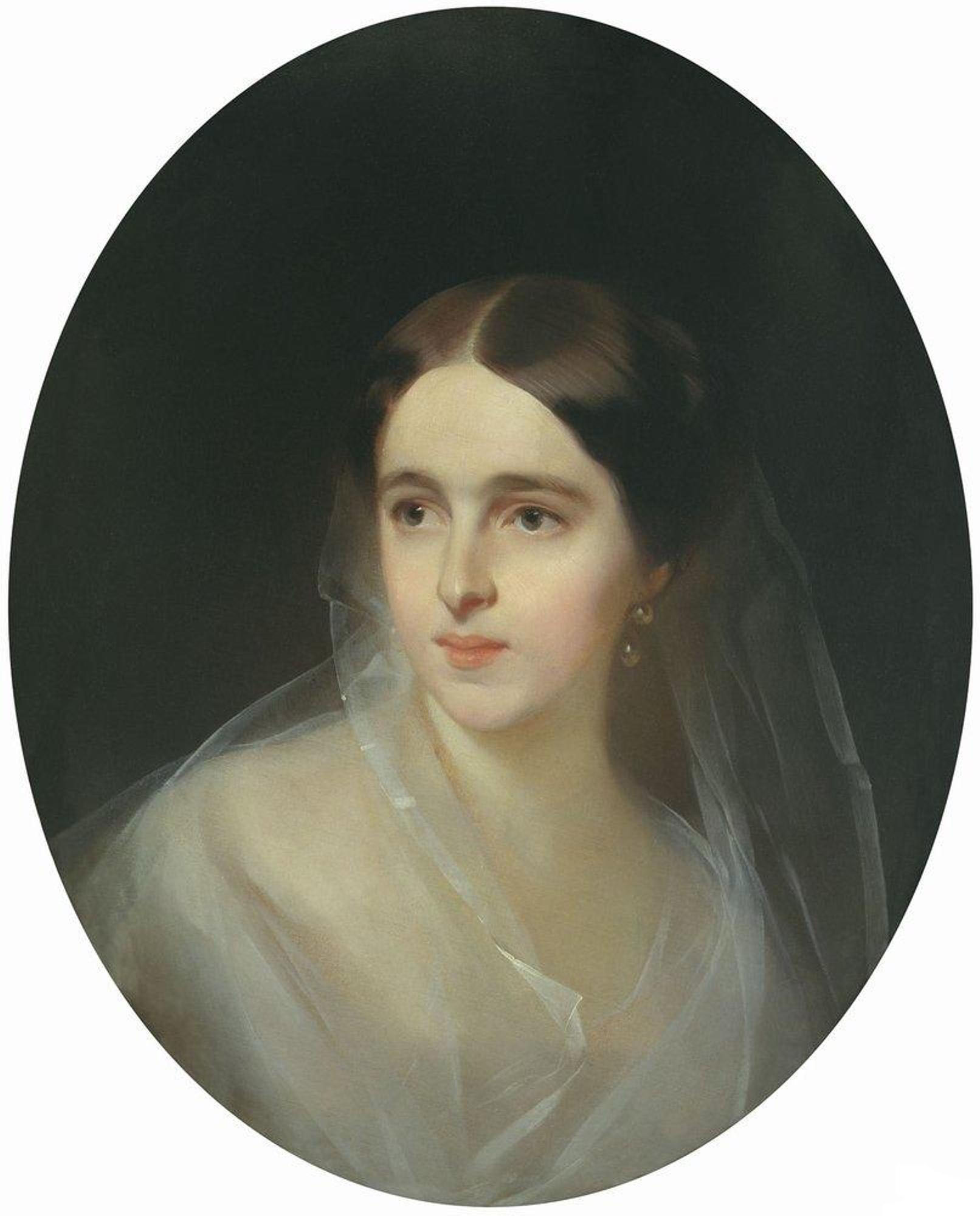
Portrét Natalie Gončarovové, Ivan Makarov 1849

V roce 1833 dorazil do Petrohradu mladý alsaský baron Georges d’Anthès, kterého se ujal holandský velvyslanec baron van Heeckeren. Oblíbil si ho natolik, že ho adoptoval a pomohl mu získat místo v carské armádě. Pohledný a okouzlující mladík si rychle podmanil petrohradské dámy. Svou pozornost zaměřil i na Natalii Puškinovou, která sice zůstala manželovi věrná, ale lichotilo jí to. Když dostal Puškin v listopadu 1836 anonymní dopis o Nataliině nevěře, vyzval d’Anthèse na souboj. Aby situaci uklidnil, požádal  d’Anthès narychlo o ruku Natáliiny sestry Jekatěriny a už 10. ledna 1837 se konala svatba. Jenže ani manželství Puškinovu žárlivost nerozptýlilo, a tak d’Anthèse znovu vyzval na souboj. Puškin byl v souboji 27. ledna 1837 smrtelně zraněn a zemřel o dva dny později.

## Manželství s Lanským (1844 – 1863)
Natalia se po Puškinově smrti uchýlila na venkovské sídlo svého bratra a teprve po třech letech se vrátila do Petrohradu. V roce 1843 se seznámila s Piotrem Petrovičem Lanským, který sloužil u stejného pluku jako její bratr. Dvořila se jí řada důstojných nápadníků, ale Lanský si její srdce získal slibem, že se postará o její děti jako o vlastní. Dne 16. července 1844 se se souhlasem cara Mikuláše I. za Lanského provdala. Lanský se těšil carově přízni a před sňatkem udělal pozoruhodnou kariéru. Po svatbě se Natalii narodily tři dcery: Alexandra (* 1845), Jelizaveta (* 1846) a Sofia (* 1848). Kromě svých vlastních tří dcer a čtyř dětí z předchozího manželství s Puškinem se ujali také výchovy tří osiřelých synovců Lanského. Manželství trvalo do její smrti v roce 1863.

## Poslední roky

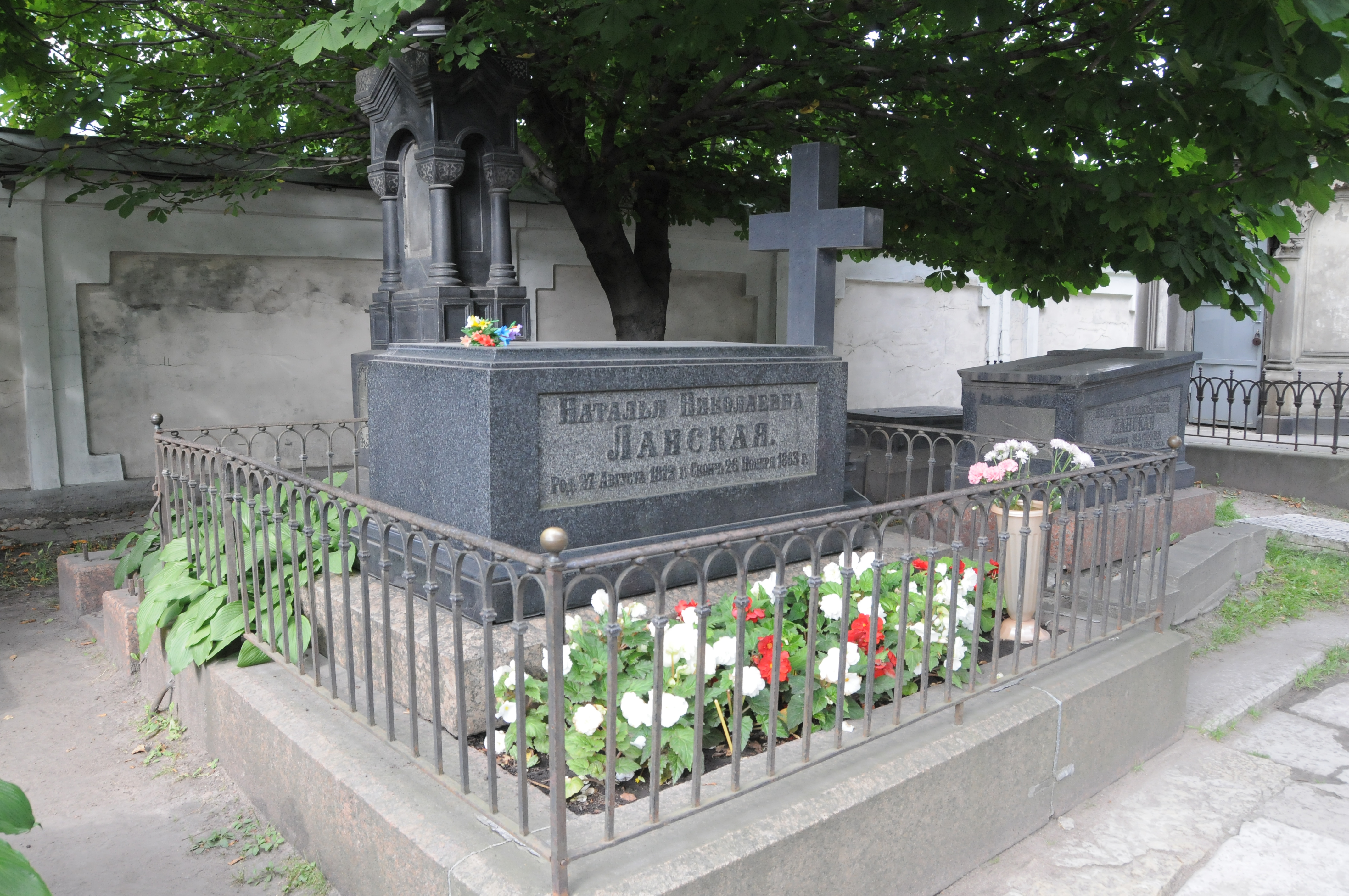
Hrob Natalie Gončarovové v Petrohradě

V posledních letech svého života byla Natalia vážně nemocná. Každé jaro ji trápily záchvaty kašle, které jí bránily ve spánku. Lékaři věřili, že může pomoci jen dlouhodobá lázeňská léčba. V květnu 1861 si Lanský vzal dovolenou a vzal svou ženu a dcery do zahraničí. Zpočátku vystřídali několik německých středisek, ale zdravotní stav Natalie se nezlepšil. Podzim strávili v Ženevě a zimu v Nice, kde se začala uzdravovat. Pro udržení výsledků léčby bylo nutné strávit další zimu v mírném klimatu. V létě 1862 navštívila Natalia s dcerami svou sestru Alexandru na panství Brodziany v údolí Nitry. Na podzim 1863 odjela Natalia do Moskvy pokřtít svého vnuka, syna Alexandra Alexandroviče Puškina. Tam se nachladila, na zpáteční cestě se nemoc zhoršila a 26. listopadu 1863 zemřela na zápal plic. Byla pohřbena na Lazarevském hřbitově v Petrohradě. V posledních letech svého života hodně přemýšlela a postarala se o to, aby autorská práva na Puškinova díla zůstala jeho dědicům a byl vydán příslušný císařský dekret.

## Hodnocení osobnosti Natalie Gončarovové
Hodnocení osobnosti Natalie Gončarovové mezi historiky a literárními badateli je rozporuplné a v průběhu doby se mění. Kritici ji po desetiletí obviňovali, že svou koketní a bezstarostnou povahou vzbuzovala u Puškina žárlivost a někteří tvrdili, že ho nikdy nemilovala. Slavné ruské básnířky 20. století Anna Achmatovová a Marina Cvětajevová, obě zanícené Puškinovy obdivovatelky,  ji označovali za „panenku“, která žila jen pro dvorní plesy a večírky a doma chřadla nudou a skrytě či otevřeně jí vyčítali Puškinovu smrt, protože měly pocit, že nepochopila jeho velikost a nedokázala se náležitě zajímat o jeho umění. Achmatovová, která se na sklonku svého života ocitla ve víru stalinismu, zašla tak daleko, že Natalii označila za „agentku“ a „komplicku“ Puškinových nepřátel, a obvinila ji, že po umělcově smrti nevytvořila kolem Puškinovy poezie odpovídající kult.
Moderní výzkum archivních materiálů a dobových vzpomínek, včetně vzpomínek členů rodiny, kteří se o Natalii vždy zmiňovali s velkou vřelostí a úctou, vede k vyváženějšímu pohledu. Její zásluhou se dochovaly Puškinovy dopisy, které jí psal,  což naznačuje, že si byla vědoma významu jeho písemného odkazu a následně dovolila jejich zveřejnění. V době 200. výročí narození Natalie Gončarovové vydala odbornice na Puškina Larisa Čerkašinovová novou biografii Natalia Gončarovová, která je autorčinou jedenáctou publikací o Puškinově životě. Svou obhajobu Natalie opírá o osobní dopisy a dokumenty a poukazuje na to, že mladá žena, s níž se Puškin seznámil jako s šestnáctiletou dívkou na moskevském plese a kterou miloval až do posledního dne svého života, si zaslouží větší pozornost. Ačkoli byla mladá, měla bystrý intelekt a byla mnohem komplexnější než jen obyčejná femme fatale.